# Alikeli repülőtér
Az Alikeli repülőtér (IATA: NSK, ICAO: UOOO) (orosz nyelven: Аэропорт Алыкель) nemzetközi repülőtér Oroszországban, amely Norilszk közelében található. Éves utasforgalma 499 380 fő (2018).

## Futópályák
A repülőtér futópályái:
- 01/19

## Forgalom
Az utasforgalom az elmúlt években az alábbi módon változott:
| Utasok száma | 44 557 | 484 637 | 485 521 | 477 216 | 499 233 | 461 723 | 499 380 | 514 501 | 431 479 | 604 977 |
|              | 2011   | 2012    | 2013    | 2014    | 2015    | 2017    | 2018    | 2019    | 2020    | 2021    |

### Légitársaságok és úticélok
| Légitársaság | Célállomások |
| ------------ | --- |
| Aeroflot     | Krasznojarszk–Jemeljanovo |
| KrasAvia     | Dikson, Khatanga, Novij Urengoj |
| NordStar     | Abakan, Baku, Krasznodár, Krasznojarszk–Jemeljanovo, Moszkva–Domogyedovo, Novoszibirszk, Rostov-on-Don, Szentpétervár, Szocsi, Ufa, Voronyezs, Jekatyerinburg Szezonális: Novij Urengoj |
| S7 Airlines  | Moszkva–Domogyedovo, Novoszibirszk |
| Utair        | Szezonális: Krasznojarszk–Jemeljanovo, Surgut |